# کریم سیسه
کریم سیسه (انگلیسی: Karim Cissé؛ زادهٔ ۱۴ نوامبر ۲۰۰۴) بازیکن فوتبال اهل گینه است.
وی همچنین در تیم ملی فوتبال گینه بازی کرده است.